# Негорелое (станция)
Негоре́лое (бел. Негарэлае) — железнодорожная станция Минского отделения Белорусской железной дороги на линии Минск — Барановичи, расположенная в одноимённом агрогородке Дзержинского района Минской области. Располагается между остановочными пунктами Клыповщина и Энергетик, в 50 километрах от Минска.

## История
Станция была введена в эксплуатацию после завершения строительства железнодорожного участка Осиновка — Минск — Брест Московско-Брестской железной дороги (с 1912 года — Александровской) в 1871 году. Летом 1915 года на станции произошли солдатские волнения солдат Западного фронта. Советская власть в посёлке установлена в середине ноября 1917 года.
18 марта 1921 года в Риге был подписан мирный договор Советской России с Польшей, тогда западные земли Украины и Беларуси перешли под управление Польши. 1 апреля 1921 года пограничная комиссия установила границу между Советской Россией и Польшей в районе Негорелого.
В 1921—1939 годах — советская пограничная станция с заставой и таможней. С 1924 года — в Койдановском районе (с 1932 года — Дзержинский). На промежутке между 1921 и 1939 годами через станцию проезжали порядка 10 тысяч человек в год. Здесь располагались два-три дизеля немецкого производства. До войны, по словам местных жителей, которые жили при самой железной дороге, поездов ходило мало: в сутки шел один советский пассажирский поезд до Столбцов и назад, и один польский — до Негорелого и назад, аналогичная ситуация была и с товарными поездами. Международное сообщение являлось пересадочным (в связи с шириной колеи). В мае 1929 года в Негорелом состоялась встреча Янки Купалы и Максима Горького. Станция была нанесена на все географические карты, очень часто упоминалась в печати. Отсюда начиналось путешествие в страны Западной Европы и наоборот, из Европы в СССР. В то время ходили поезда Негорелое — Владивосток и Париж — Негорелое. На станции действовал валютный универмаг Торгсина
В годы Великой Отечественной войны оккупанты создали здесь концлагерь для советских военнопленных. Негорелое находилось под немецко-фашистской оккупацией с 28 июня 1941 года по 6 июля 1944 года. На перегонах Седча — Руденск, Негорелое — Колосово действовали диверсионные группы партизанской бригады «Разгром». В годы оккупации в посёлке располагался немецкий гарнизон численностью 1161 человек, из них оргкомендатура — 61 человек, карательный отряд № 45357 — 220 человек (размещался в бывшей больнице), военная связь — 120 человек, отряд № 47445 — 220 человек, занимался распилкой леса, для ремонта шоссейных дорог, железнодорожников — 30 человек, жандармерии — 10 человек, полицейских — 11 человек, охрана моста через р. Перетуть — 60 человек. В соседних деревнях Клочки насчитывалось 120 военнослужащих, в Микуличах — 100 человек. 6 июля 1944 года советские войска заняли железнодорожные станции Койданово, Негорелое.

## Устройство станции

### Путевое хозяйство
На станции имеются 11 путей, четыре из которых являются тупиковыми, а также порядка десяти стрелочных переводов. От станционных путей также отходят несколько ответвлений к промышленным предприятиям города, таким как ОАО «Узденский райагросервис», ДРСУ №210 (филиал «Минскоблдорстрой») и Негорельскому КХП (филиал ОАО «Агрокомбинат Дзержинский»).

### Инфраструктура
На станции расположена база запаса локомотивов.
Для обслуживания пассажиров используются две низкие прямые платформы длиною по 250 метров, из которых одна боковая и одна островная. Пересечение железнодорожных путей осуществляется по трём наземным пешеходным переходам, здание вокзала с билетными кассами и залом ожидания расположено на основной платформе в направлении Барановичей. Возле станции для обслуживания пассажиров расположены три продуктовых магазина и автомобильная стоянка.

## Эксплуатация

### Грузовые работы
На станции осуществляются приём и выдача грузов, допускаемых к хранению на открытых площадках станций, железнодорожных путях необщего пользования, а также требующих хранения в крытых складах станций.

### Обслуживание пассажиров
Через станцию ежедневно проходят и выполняют остановку множество электропоездов региональных линий эконом- и бизнес-класса, восемь пар поездов следуют от Койданово до станции Столбцы и восемь пар электричек до Барановичей-Полесских. Время в пути до Минска составляет 1 час 5 минут, до Столбцов — 35 минут, до Барановичей — в среднем 1 час 50 минут.
Автобусы ОАО «Миноблавтотранс» следуют от остановки общественного транспорта в деревню Ракошичи (через Энергетиков и Логовище и Дзержинск). Автобусы работают по пятницам и выходным и совершают два-четыре рейса в день.

## Достопримечательности
- На здании железнодорожной станции в 1968 году была установлена мемориальная доска Максиму Горькому в память его встреч с рабочими Белоруссии в 1928, 1929, 1931, 1932 годах, когда писатель, проездом из Западной Европы в Москву, останавливался на приграничной станции Негорелое[13].

## Инциденты
- 27 ноября 2007 года на железнодорожных путях станции Негорелое обходчик обнаружил подозрительный свёрток: приехавшие сапёры выяснили, что внутри целлофанового пакета, заложенного под рельсами, находятся несколько взрывных устройств. В пакете были обнаружены граната РГД-5 и четыре шашки: тротиловая, две октогеновые и одна гексогеновая. При этом правоохранительные органы заявляют, что взрывное устройство не представляло опасности для поездов, поскольку в нем не было детонатора[14].

## Известные сотрудники
- Судников, Павел Дмитриевич (1913—1995) — Герой Социалистического Труда, работал на станции дежурным.